# تام لیب (ورزشکار)

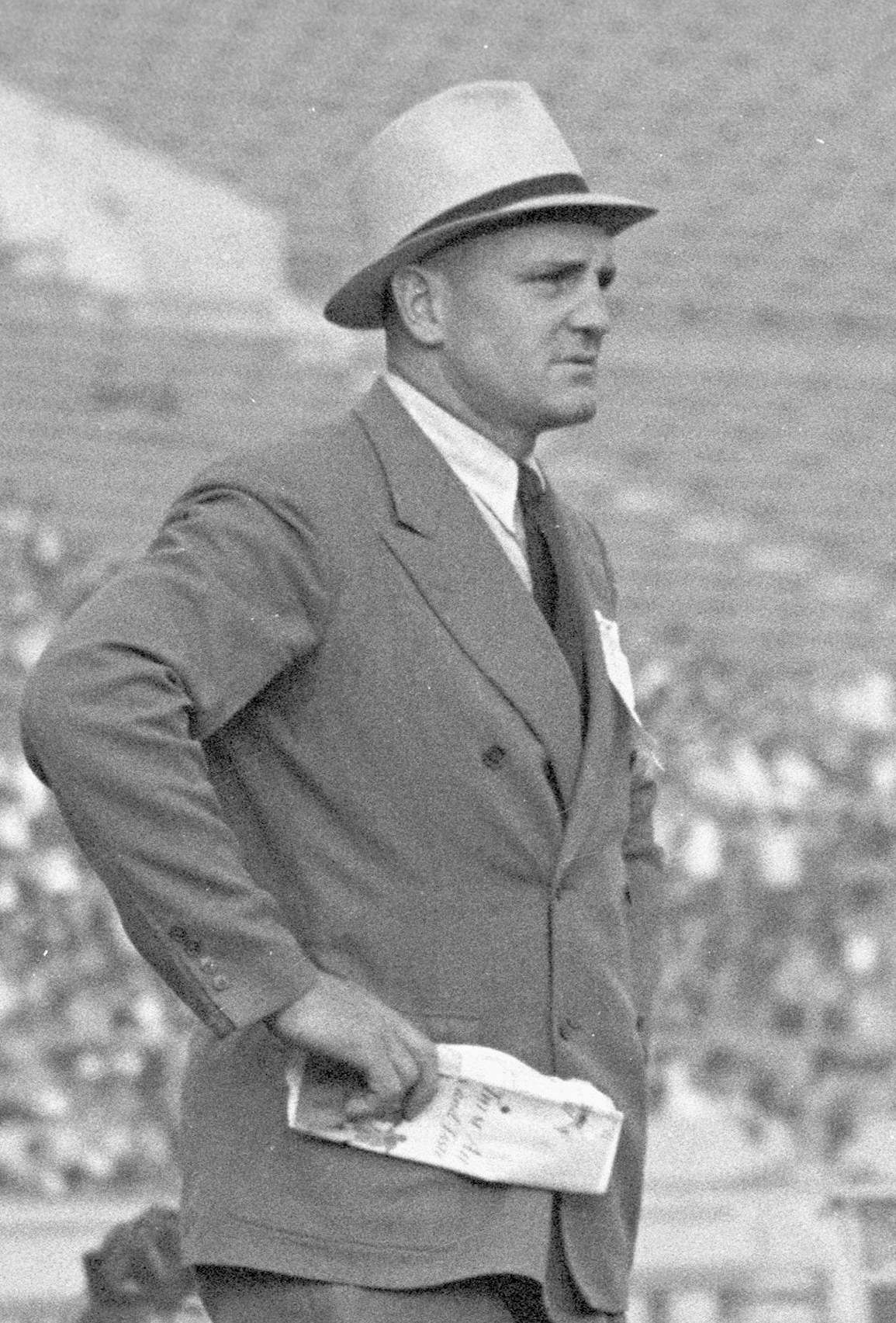
تام لیب - ۱۹۳۷

تام لیب (انگلیسی: Tom Lieb; ۲۸ اکتبر ۱۸۹۹ – ۳۰ آوریل ۱۹۶۲) پرتاب‌گر دیسک، و بازیکن فوتبال آمریکایی اهل ایالات متحده آمریکا بود.